# Émilien Claude
Émilien Claude (* 13. Juni 1999 in Épinal, Département Vosges) ist ein französischer Biathlet. Er ist fünfmaliger Jugend- und Juniorenweltmeister und gab 2021 sein Debüt im Weltcup. Mit der Staffel wurde er 2025 Vizeweltmeister.

## Sportliche Laufbahn
Émilien Claude betreibt seit 2010 Biathlon. Sein internationales Debüt feierte er 2016 bei den Jugendweltmeisterschaften. Zwei Wochen später startete er bei den Olympischen Jugendspielen in Lillehammer und gewann auf Anhieb die Goldmedaille im Sprint. Im Folgejahr gab es für den Franzosen die nächste Teilnahme bei der Jugend-WM, und er erzielte in Sprint und Verfolgung zwei weitere Siege bei einer internationalen Meisterschaft. In der Folgesaison startete Claude regelmäßig im IBU-Junior-Cup und errang dort ebenfalls zwei Siege, während er mit Ausnahme von Staffelbronze bei der Junioren-WM leer ausging.
Seinen Einstand im IBU-Cup gab Claude zu Beginn der Saison 2018/19 in Ridnaun, mit einem 15. Rang stand nach kurzer Zeit auch ein erstes gutes Ergebnis zu Buche. Am Ende des Winters nahm er zudem an seinen ersten Europameisterschaften teil. 2019/20 fasste der Franzose auch bei den Erwachsenen Fuß. Neben guten Ergebnissen bei der EM bestieg er im Sprint von Minsk erstmals ein Podest im regulären IBU-Cup, nachdem er im Verlauf der Saison bereits eine Supersprintqualifikation für sich entscheiden konnte. Auch den folgenden Winter absolvierte Claude erfolgreich. In Oberhof debütierte der 21-jährige im Weltcup und fuhr mit Platz 33 sofort Weltcuppunkte ein. Zurück bei den Junioren gelang ihm dann bei den Juniorenweltmeisterschaften ein regelrechter Durchmarsch, indem er mit Ausnahme des Einzels alle Rennen für sich entscheiden konnte. Zum Ende der Saison durfte er deswegen erneut im Weltcup starten, erreichte die Punkteränge aber nicht.
Die Saison 2021/22 wurde die erfolgreichste des Franzosen. Nach dem Jahreswechsel gewann er in Osrblie sein erstes IBU-Cup-Rennen, worauf er die Silbermedaille in der Single-Mixed-Staffel der Europameisterschaften folgen ließ. Diese Staffel bestritt er zusammen mit Lou Jeanmonnot, mit der er bereits 2016 bei den Olympischen Jugendspielen Vierter wurde und mit der er fast ausnahmslos alle Single-Mixed-Staffeln seiner Karriere absolvierte. Den Winter schloss Claude auf Position 6 der IBU-Cup-Wertung ab und durfte deshalb in Oslo erneut im Weltcup starten, wo er 27. sowie 20. wurde und damit neue persönliche Bestleistungen aufstellte. Im Winter 2022/23 war er zwar bis nach dem Jahreswechsel Teil des Weltcupteams und erreichte in Le Grand-Bornand an der Seite seiner Brüder Fabien und Florent seinen ersten Massenstart, wurde aber im Januar vor allem wegen fehlender Laufstärke in den IBU-Cup versetzt und nahm auch nicht an der WM, sondern an den Europameisterschaften in der Lenzerheide teil, wo er mit Paula Botet Bronze in der Single-Mixed-Staffel gewann. Am Saisonende zeigte der Franzose in Canmore sein Können und entschied mit dem Supersprint seinen zweiten IBU-Cup-Wettkampf für sich, in der Weltrangliste belegte er Rang 48. Der Folgewinter war fast ein Spiegelbild: Im Dezember 2023 lief er im Weltcup und überzeugte als Zehnter des Einzels von Östersund mit seinem besten Karriereergebnis, nach dem Jahreswechsel fehlte die Geschwindigkeit in der Loipe und Claude lief für die übrige Saison im IBU-Cup sowie bei den Europameisterschaften. Während die EM kein Top-10-Ergebnis hervorbrachte, überzeugte der Franzose beim Saisonfinale in Obertilliach, wo er zweimal unter die besten Fünf lief sowie mit Paula Botet ein weiteres Single-Mixed-Podest erreichte.
Mit Ausnahme zweier Rennen Mitte November 2024 war Claude von Beginn der Saison 2024/25 an im Weltcup aktiv. Nach zunächst durchschnittlichen Leistungen zeigte er nach dem Jahreswechsel mit Platz acht im Sprint von Oberhof auf. Noch deutlich besser verlief das Einzel in Ruhpolding, Claude traf alle zwanzig Scheiben und klassierte sich hinter Vebjørn Sørum zum ersten Mal in seiner Karriere auf einem Weltcuppodest. Für die Männerstaffel am gleichen Ort wurde er ebenfalls nominiert und konnte den Wettkampf sogleich gewinnen. Bei den Weltmeisterschaften bekam der Franzose, da lediglich als Reservestarter nominiert, keinen Einsatz, jedoch bekam er von den Trainern erneut das Vertrauen, als Startläufer der Männerstaffel zu agieren. Claude übergab an zweiter Position an seinen Bruder Fabien, die Staffel belegte schließlich im Ziel hinter der norwegischen Auswahl ebendiesen Silberrang. Im letzten Trimester lief er zu zwei weiteren Top-10-Platzierungen im Weltcup und feierte in Nové Město mit der Staffel seinen zweiten Weltcupsieg. In der Gesamtwertung verbesserte er sich deutlich bis auf den 21. Rang.

## Persönliches
Émilien Claude hat zwei Brüder, die ebenfalls im Weltcup starten. Der fünf Jahre ältere Fabien gab 2016 sein Debüt im Weltcup und gewann 2022 Staffel-Silber bei den Olympischen Spielen, Florent ist acht Jahre älter und läuft seit der Saison 2017/18 für Belgien in der höchsten Rennklasse, nachdem er zuvor seit 2008 für Frankreich antrat. Claudes Mutter Christine war ebenfalls Biathletin und wurde 1984 Achte im WM-Einzel, sein Vater Gilles verstarb im Januar 2020 in der kanadischen Provinz Québec, als er bei einer Schneemobilexkursion in den See Lac Saint-Jean einbrach und ertrank. Claude ist in einer Beziehung mit der österreichischen Biathletin Anna Gandler.

## Statistiken

### Weltcupsiege
| Nr. | Datum         | Ort        | Disziplin            |
| --- | ------------- | ---------- | -------------------- |
| 1.  | 17. Jan. 2025 | Ruhpolding | Staffel (4×7,5 km) 1 |
| 2.  | 9. März 2025  | Nové Město | Staffel (4×7,5 km) 2 |

### Weltcupplatzierungen
Die Tabelle zeigt alle Platzierungen (je nach Austragungsjahr einschließlich Olympische Spiele und Weltmeisterschaften).
- 1.–3. Platz: Anzahl der Podiumsplatzierungen
- Top 10: Anzahl der Platzierungen unter den ersten zehn (einschließlich Podium)
- Punkteränge: Anzahl der Platzierungen innerhalb der Punkteränge (einschließlich Podium und Top 10)
- Starts: Anzahl gelaufener Rennen in der jeweiligen Disziplin
- Staffel: inklusive Mixed- und Single-Mixed-Staffeln

| Platzierung               | Einzel | Sprint | Verfolgung | Massenstart | Staffel | Gesamt |
| ------------------------- | ------ | ------ | ---------- | ----------- | ------- | ------ |
| 1. Platz                  |        |        |            |             | 2       | 2      |
| 2. Platz                  | 1      |        |            |             |         | 1      |
| 3. Platz                  |        |        |            |             |         |        |
| Top 10                    | 2      | 3      |            |             | 2       | 7      |
| Punkteränge               | 6      | 10     | 9          | 4           | 2       | 31     |
| Starts                    | 7      | 19     | 12         | 4           | 2       | 44     |
| Stand: Saisonende 2024/25 |        |        |            |             |         |        |

### Weltcupwertungen
Ergebnisse bei Weltcups (Disziplinen- und Gesamtweltcup) gemäß Punktesystem.
| Saison  | Einzel | Einzel | Sprint | Sprint | Verfolgung | Verfolgung | Massenstart | Massenstart | Gesamt | Gesamt |
| Saison  | Platz  | Punkte | Platz  | Punkte | Platz      | Punkte     | Platz       | Punkte      | Platz  | Punkte |
| ------- | ------ | ------ | ------ | ------ | ---------- | ---------- | ----------- | ----------- | ------ | ------ |
| 2020/21 | –      | –      | 75.    | 8      | 75.        | 2          | –           | –           | 85.    | 10     |
| 2021/22 | –      | –      | 76.    | 14     | 58.        | 21         | –           | –           | 75.    | 35     |
| 2022/23 | 39.    | 20     | 50.    | 23     | 58.        | 17         | 41.         | 12          | 48.    | 72     |
| 2023/24 | 31.    | 31     | –      | –      | 80.        | 1          | –           | –           | 61.    | 32     |
| 2024/25 | 6.     | 107    | 19.    | 146    | 22.        | 102        | 32.         | 32          | 21.    | 387    |

### Weltmeisterschaften
Ergebnisse bei den Weltmeisterschaften:
| Weltmeisterschaften | Weltmeisterschaften | Einzelwettbewerbe | Einzelwettbewerbe | Einzelwettbewerbe | Einzelwettbewerbe | Staffelwettbewerbe | Staffelwettbewerbe | Staffelwettbewerbe |
| Jahr                | Ort                 | Einzel            | Sprint            | Verfolgung        | Massenstart       | Herrenstaffel      | Mixedstaffel       | S.-M.-Staffel      |
| ------------------- | ------------------- | ----------------- | ----------------- | ----------------- | ----------------- | ------------------ | ------------------ | ------------------ |
| 2025                | Lenzerheide         | –                 | –                 | –                 | –                 | 2.                 | –                  | –                  |

### Jugend-/Juniorenweltmeisterschaften
Claude nahm bis 2017 an den Jugend-, danach an den Juniorenwettkämpfen teil.
| Weltmeisterschaften | Weltmeisterschaften | Einzelwettbewerbe | Einzelwettbewerbe | Einzelwettbewerbe | Herrenstaffel  |
| Jahr                | Ort                 | Einzel            | Sprint            | Verfolgung        | Herrenstaffel  |
| ------------------- | ------------------- | ----------------- | ----------------- | ----------------- | -------------- |
| 2016                | Cheile Grădiștei    | 18.               | 11.               | 8.                | –              |
| 2017                | Osrblie             | 44.               | 1.                | 1.                | 10. (Junioren) |
| 2018                | Otepää              | 10.               | 14.               | 11.               | 3.             |
| 2019                | Osrblie             | 38.               | 13.               | 8.                | 5.             |
| 2020                | Lenzerheide         | –                 | 12.               | 18.               | –              |
| 2021                | Obertilliach        | 3.                | 1.                | 1.                | 1.             |

### IBU-Cup-Siege
| Nr. | Datum         | Ort     | Disziplin   |
| --- | ------------- | ------- | ----------- |
| 1.  | 15. Jan. 2022 | Osrblie | Sprint      |
| 2.  | 26. Feb. 2023 | Canmore | Supersprint |

### Junior-Cup-Siege
| Nr. | Datum         | Ort          | Disziplin |
| --- | ------------- | ------------ | --------- |
| 1.  | 10. Dez. 2017 | Obertilliach | Sprint    |
| 2.  | 26. Jan. 2018 | Nové Město   | Sprint    |